# Annette Bening
Annette Carol Bening (Topeka (Kansas), 29 mei 1958) is een Amerikaans actrice. Ze werd in Kansas geboren, maar verhuisde al op jonge leeftijd naar Californië. Na de middelbare school studeerde ze Drama, en debuteerde in het theater met Coastal Disturbances in New York.
Haar eerste film was de televisiefilm Manhunt for Claude Dallas in 1986. Ze verscheen in 1988 voor het eerst op het witte doek in de film The Great Outdoors. Haar carrière nam een vlucht en ze ontving Oscar-nominaties voor haar rollen in The Grifters in 1990 en American Beauty in 1999. In 2005 en 2011 won ze de Golden Globe voor beste actrice in een komedie voor haar rollen in Being Julia en The Kids Are All Right.
Ze ontmoette acteur Warren Beatty op de set van Bugsy (1991) en trouwde met hem in 1992. Het stel heeft vier kinderen.

## Geselecteerde filmografie
- 1986 - Manhunt for Claude Dallas (TV)
- 1988 - The Great Outdoors
- 1989 - Valmont
- 1990 - Postcards from the Edge
- 1990 - The Grifters
- 1991 - Regarding Henry
- 1991 - Guilty by Suspicion
- 1991 - Bugsy
- 1994 - Love Affair
- 1995 - The American President
- 1995 - Richard III
- 1996 - Mars Attacks!
- 1998 - The Siege
- 1999 - American Beauty
- 2003 - Open Range
- 2004 - Being Julia
- 2006 - Running with Scissors
- 2008 - The Women
- 2009 - Mother and child
- 2010 - The Kids Are All Right
- 2012 - Ruby Sparks
- 2013 - The Face of Love
- 2015 - Danny Collins
- 2016 - 20th Century Women
- 2017 - Film Stars Don't Die in Liverpool
- 2019 - Captain Marvel
- 2019 - Georgetown
- 2019 - Hope Gap